# تران ون هوونگ
تران ون هوونگ (ویتنامی: Trần Văn Hương) (زادهٔ ۱ دسامبر ۱۹۰۳ – درگذشته ۲۷ ژانویه ۱۹۸۲) سیاست‌مدار اهل ویتنام بود. وی از سال ۱۹۶۴ تا ۱۹۶۵ نخست‌وزیر ویتنام و از تاریخ ۲۱ آوریل تا ۲۸ آوریل ۱۹۷۵ رئیس‌جمهور ویتنام بود.